# Fotograf (film)
Fotograf je český film z roku 2015 režisérky Ireny Pavláskové inspirovaný životem fotografa Jana Saudka, který se také stal spoluautorem scénáře. Hlavní postavu ztvárnil Karel Roden. V dalších rolích osudových žen fotografa se objevily Marie Málková, Zuzana Vejvodová, Vilma Cibulková a Marika Procházková.
Novinářská konference proběhla 6. ledna 2015 a premiéra pak o dva dny později.
O premiérovém víkendu na film do kina přišlo téměř 38 tisíc diváků, tržby činily 5,35 milionu korun. Film byl nasazen ve 117 kinech.

## Obsazení
| Karel Roden        | Jan       |
| Máša Málková       | Líba      |
| Vilma Cibulková    | Věra      |
| Václav Neužil      | Marek     |
| Marika Procházková | Vendelína |
| Zuzana Vejvodová   | Klára     |
| Patrik Děrgel      | badatel   |
| Jenovéfa Boková    | Anička    |
| Jitka Sedláčková   | Alice     |

## Ocenění
Film získal 8 nominací na Českého lva v kategoriích nejlepší film, kamera, střih, hudba, kostýmy, plakát, ženský herecký výkon v hlavní roli pro Mášu Málkovou a mužský herecký výkon v hlavní roli pro Karla Rodena.

## Recenze
- František Fuka, FFFilm
- Mirka Spáčilová, iDNES.cz
- Kamil Fila, Respekt
- Jan Gregor, Aktuálně.cz
- Karolína Černá, FilmCZ.Info
- ČSKR.CZ, ČSKR.CZ
- Rimsy, MovieZone.cz

## Fotogalerie

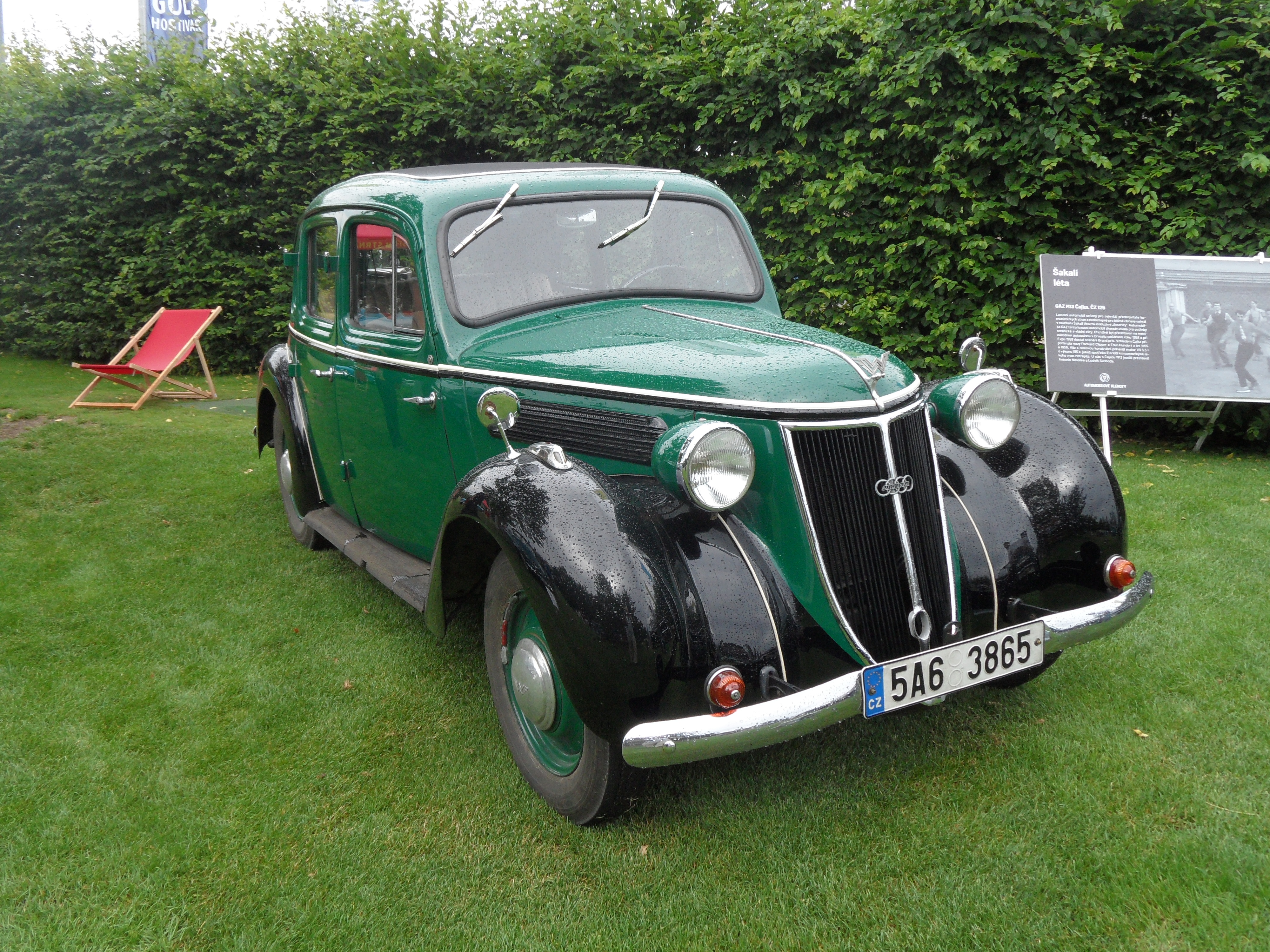
Wanderer z filmu na Automobilové klenoty 2019